# HV 11423
HV 11423 (PMMR 114 / LI-SMC 140) es una estrella situada en la Pequeña Nube de Magallanes, galaxia que forma parte del Grupo Local. Se encuentra a unos 200.000 años luz de distancia en dirección a la constelación de Tucana.
HV 11423 es una de las supergigantes rojas más brillantes de la vecina galaxia.
Su tipo espectral es variable, desde K0-1I (diciembre de 2004), a M4I (diciembre de 2005), y de vuelta a K0-1I (septiembre de 2006). Espectros de archivo del VLA revelan que en diciembre de 2001 la estrella era aún más fría (M4-5I). Por el contrario, en octubre de 1978, así como un año más tarde, aparecía como una estrella de tipo M0I. El tipo espectral M4-5 es el más tardío observado en una supergigante de la Pequeña Nube de Magallanes; de hecho, su temperatura en dicho estado la sitúa más allá del límite de Hayashi, en una región del diagrama de Hertzsprung-Russell en donde la estrella no estaría en equilibrio hidrostático. Cuando la estrella entra en una región prohibida del diagrama HR, debería buscar recuperar rápidamente el equilibrio perdido, lo que es consistente con la vuelta al tipo K solo meses después de pasar por el tipo M4 (diciembre de 2005).
HV 11423 es una estrella de gran tamaño, con un radio aproximadamente 1000 veces más grande que el del Sol.
Asimismo, es una estrella variable, con una variación de 2 magnitudes en banda V pero esencialmente constante en banda K. Su luminosidad bolométrica, ~ 300.000 veces mayor que la luminosidad solar, parece haber permanecido sin cambios.
Se piensa que la estrella actualmente se encuentra inmersa en un período de intensa inestabilidad, en el cual su temperatura efectiva cambia de 4300 K a 3300 K en una escala de tiempo de meses; su variabilidad en banda V puede deberse principalmente a variaciones en su temperatura así como a cambios de la extinción local debido a la creación y disipación de polvo circunestelar.
Se especula que la estrella puede estar acercándose al final de su vida.